# Neoglyphidodon melas
Neoglyphidodon melas là một loài cá biển thuộc chi Neoglyphidodon trong họ Cá thia. Loài này được mô tả lần đầu tiên vào năm 1830.

## Từ nguyên
Tính từ định danh trong tiếng Latinh mang nghĩa là "đen", hàm ý đề cập đến màu xanh đen của loài cá này.

## Phạm vi phân bố và môi trường sống
N. melas có phạm vi phân bố rộng khắp khu vực Ấn Độ Dương - Thái Bình Dương. Từ Biển Đỏ, loài này được tìm thấy dọc theo đường bờ biển Đông Phi, băng qua Ấn Độ và vùng biển các nước Đông Nam Á, trải dài đến các đảo quốc thuộc châu Đại Dương ở phía đông như Palau, quần đảo Solomon và Vanuatu, ngược lên phía bắc đến đảo Đài Loan và quần đảo Ryukyu (Nhật Bản), xuống phía nam đến vùng biển phía bắc Úc.
Loài này thường tập trung gần những rạn san hô, đặc biệt là san hô mềm, trong các đầm phá nông và vùng biển ngoài khơi, độ sâu đến ít nhất là 12 m; trong khi cá con lại sống gần các cụm san hô nhánh Acropora.

## Mô tả
N. melas có chiều dài cơ thể tối đa được ghi nhận là 18 cm. Cá trưởng thành chỉ có duy nhất một màu xanh đen bao phủ khắp cơ thể. Cá con có nhiều màu sắc hơn (từng được xem là một loài riêng biệt), trắng hoặc xám nhạt, đỉnh đầu, lưng, cũng như vây lưng và hai rìa vây đuôi có màu vàng, có màu vàng; vây hậu môn và vây bụng có màu xanh lam óng với một số tia vây trước sẫm đen.
Số gai ở vây lưng: 13; Số tia vây ở vây lưng: 14–16; Số gai ở vây hậu môn: 2; Số tia vây ở vây hậu môn: 13–14; Số gai ở vây bụng: 1; Số tia vây ở vây bụng: 5; Số tia vây ở vây ngực: 18–19; Số lược mang: 19–22.

## Sinh thái học
Thức ăn của N. melas ngoài tảo và các loài động vật phù du còn bao gồm cả san hô. Cá trưởng thành đôi khi sống gần sò tai tượng Tridacna và ăn chất thải của chúng. Cá đực có tập tính bảo vệ và chăm sóc trứng.